# Agustín Módica
Agustín Ignacio Módica (Villanova d'Albenga, 12 gennaio 2003) è un calciatore argentino con cittadinanza italiana, attaccante del Rosario Central.

## Biografia
È nato a Villanova d'Albenga nel periodo in cui il padre giocava in Italia, all'età di due anni ha fatto ritorno in Argentina.

## Caratteristiche tecniche
È un centravanti.

## Carriera
Modica è cresciuto nel settore giovanile del Rosario Central, con cui ha firmato il suo primo contratto professionistico il 19 aprile 2023. Il 14 settembre seguente ha ricevuto la sua prima convocazione in prima squadra in vista dell'incontro di Copa de la Liga Profesional contro il Colón (SF), e sei giorni dopo ha debuttato contro l'Independiente. Il 24 aprile 2024 ha segnato il suo primo gol nel pareggio per 1-1 contro il Caracas in Coppa Libertadores.
Il 17 agosto durante un contrasto con Joaquín Laso nell'incontro di campionato contro l'Independiente è finito contro un cartellone pubblicitario riportando la rottura del legamento crociato anteriore e del menisco esterno del ginocchio sinistro.

## Statistiche

### Presenze e reti nei club
Statistiche aggiornate al 29 maggio 2024.
| Stagione        | Squadra         | Campionato      | Campionato | Campionato | Coppe nazionali | Coppe nazionali | Coppe nazionali | Coppe continentali | Coppe continentali | Coppe continentali | Altre coppe | Altre coppe | Altre coppe | Totale | Totale | Totale |
| Stagione        | Squadra         | Comp            | Pres       | Reti       | Comp            | Pres            | Reti            | Comp               | Pres               | Reti               | Comp        | Pres        | Reti        | Pres   | Reti   |        |
| --------------- | --------------- | --------------- | ---------- | ---------- | --------------- | --------------- | --------------- | ------------------ | ------------------ | ------------------ | ----------- | ----------- | ----------- | ------ | ------ | ------ |
| 2023            | Rosario Central | PD              | 0          | 0          | CA+CdL          | 0+2             | 0               |                    | -                  | -                  |             | -           | -           | 2      | 0      |        |
| 2024            | Rosario Central | PD              | 14         | 3          | CA+CdL          | 1+4             | 0               | CL                 | 4                  | 4                  |             | -           | -           | 23     | 7      |        |
| Totale carriera | Totale carriera | Totale carriera | 14         | 3          |                 | 7               | 0               |                    | 4                  | 4                  |             | -           | -           | 25     | 7      |        |

## Palmarès

### Club

#### Competizioni nazionali
- Copa de la Liga Profesional: 1

Rosario Central: 2023